# Tatobotys biannulalis
Tatobotys biannulalis is een vlinder uit de familie van de grasmotten (Crambidae), uit de onderfamilie van de Spilomelinae. De wetenschappelijke naam van deze soort is voor het eerst voorgesteld als Botys biannulalis door Francis Walker in een publicatie uit 1866.
De soort komt voor in India, Maleisië, Indonesië (de Sula-eilanden), Korea, Japan en Australië.